# Präon
Präonen (Englisch Preons; manchmal auch als Präquarks oder Subquarks bezeichnet) sind hypothetische punktförmige Teilchen in der Elementarteilchenphysik, die in Erweiterung der Quark-Struktur des Standardmodells als „Bausteine“ von Leptonen oder Quarks angesehen werden.
Das Konzept stammt von Abdus Salam und Jogesh Pati (1974) und steht häufig in Zusammenhang mit erweiterten Eichtheorien (Technicolor). Es existiert bisher (Stand 2016) keinerlei experimenteller Nachweis des Aufbaus von Quarks und Leptonen aus kleineren Teilchen.

## Hauptteil
Hinter der Vorstellung der Existenz von Präonen steht die Frage nach „noch elementareren“ Bausteinen der Materie, als es Leptonen und Quarks sind. Ein Ziel der Präonenmodelle ist auch eine Erklärung von ungelösten Fragen des Standardmodells, etwa warum drei Generationen vorhanden sind oder wie die Massen der Teilchen zustande kommen und allgemein der Festlegung der Parameter des Standardmodells. In vielen Präonenmodellen ist das Higgsboson ebenfalls zusammengesetzt.
Heute ist bis zu Abständen von {\displaystyle 10^{-18}\,\mathrm {m} } keine Substruktur von Quarks oder Leptonen gefunden worden. Das bringt große Probleme in Hinblick auf die Akzeptanz von Präonmodellen. Die Grenze von {\displaystyle 10^{-18}\,\mathrm {m} }  für Confinement-Längen der Präonen führt gemäß der Unschärferelation zu enormen Energien der eingeschlossenen Teilchen (Größenordnung 100 GeV). Ein Elektron hat aber nur eine Masse von 0,5 MeV/c2 und die leichten Quarks nur wenige MeV/c2, ganz abgesehen vom Neutrino mit beinahe verschwindender Masse. Die Energie der Präonen als Bestandteil der Teilchen des Standardmodells müsste sogar wahrscheinlich noch sehr viel höher sein, denn hinzu kommt ihre Masse, die hoch sein muss, da sie bisher noch nicht im LHC (mit Energien im TeV Bereich) beobachtet wurden. Eine dynamische Theorie von Präonen müsste also erklären, wieso die aus Präonen zusammengesetzten Systeme so kleine Massen haben, und das für sehr viele mögliche gebundene Zustände. Das Problem tritt nicht bei der Betrachtung der Zusammensetzung von Hadronen aus Quarks auf, hier haben die eingeschlossenen Quarks auch hohe Energien (in der Größenordnung 100 MeV), aber die Masse des Gesamtsystems ist vergleichbar (ein Proton hat eine Masse von etwa 1 GeV/c2). Dieselbe Überlegung macht es auch unwahrscheinlich, in Präonmodellen die höheren Generationen als angeregte Zustände der ersten Generation zu erhalten, da die Anregungsenergien ebenfalls Größenordnungen im Bereich um 100 GeV hätten und damit viel zu hoch wären (Faktor 1000). Nach Harari ist zur Erklärung dieses Problems eine bisher unbekannte Symmetrie nötig (etwa eine ungebrochene chirale Symmetrie).

## Rishon-Modell
Ein Beispiel ist das Rishon-Modell von Haim Harari und (unabhängig) Michael A. Shupe.
Im Rishon-Modell gibt es zwei fundamentale Fermionen, das T mit drittelzahliger positiver elektrischer Ladung und das V, das elektrisch neutral ist. Rishon bedeutet primär oder ursprünglich im Hebräischen, T steht für Tohu (ungeformt, „wüst“) und V für Vohu (Bohu), Leere, aus der hebräischen Genesis (siehe Tohuwabohu).
Leptonen und Quarks bestehen aus drei Rishonen oder Anti-Rishonen, wobei aber keine Rishonen zusammen mit Antirishonen auftauchen können. Das gibt 16 Möglichkeiten (ohne Antiteilchen) und gerade die Quarks, Antiquarks (jeweils mit drei Farben) und Leptonen der ersten der drei Generationen des Standardmodells:
- TTT = Antielektron
- VVV = Elektron-Neutrino
- TTV, TVT, VTT = Up-Quark (mit drei Farben)
- TVV, VTV und VVT = Down-Antiquark (mit drei Farben)

und entsprechend die Antiteilchen aus den Anti-Rishonen. Das T kann eine von drei Farben tragen, das V eine von drei Antifarben, so dass die Leptonen (TTT, VVV und Antiteilchen) farblos gemacht werden können, die Teilchen, die neben T auch V enthalten aber nicht. Wegen der getroffenen Zuordnung elektrischer Ladung zu den Rishonen ergibt sich so auch ein im Standardmodell nicht erklärter Zusammenhang von Farb- und elektrischer Ladung (Teilchen mit ganzzahliger elektrischer Ladung sind farbneutral, solche mit drittelzahliger elektrischer Ladung nicht).
Unter gewissen Voraussetzungen ermöglichen Präon-Modelle, die Existenz von drei Generationen von Teilchen im Standardmodell zu erklären. So wären im einfachsten Fall die Teilchen der zweiten und dritten Generation angeregte Zustände der ersten Generation, aber aus denselben Komponenten. Im Detail ergeben sich hier aber Schwierigkeiten und zum Beispiel im Rishon-Modell funktioniert dies nicht. Harari und Seiberg verfolgten deshalb die Idee, die höheren Generationen durch die Hinzufügung eines zusammengesetzten Teilchens aus Präon und Anti-Präon zu erklären. Analog könnte auch ein Higgs-artiges skalares Teilchen hinzugefügt werden, um die Unterschiede der Generationen zu beschreiben.

## Andere Modelle
Ein anderes Modell wäre das ursprüngliche Modell von Pati und Salam von 1974 (von ihnen in verschiedener Form ausgebaut mit John Strathdee). In solchen und ähnlichen Modellen könnte man Präonen einführen, die die Generationen angeben (Somonen genannt), solche für Farbe (vier Chromonen, entsprechend den drei Farb-Freiheitsgraden und einem für Neutralität), und elektrische Ladung (Flavonen, zum Beispiel eines mit elektrischer Ladung +1/2, eines −1/2). Ein Teilchen setzt sich aus jeweils einem Flavon, Chromon und Somon zusammen. Um Insgesamt ergeben sich 24 Kombinationen für die Quarks und Leptonen der drei Generationen des Standardmodells. Für die korrekte Zuordnung muss aber im Allgemeinen darauf verzichtet werden, Quantenzahlen wie elektrische Ladung nur auf eine Präonensorte zu beschränken (und zum Beispiel elektrische Ladung auf Flavonen und Chromonen zu verteilen). Varianten stammen unter anderem von Hidezumi Terazawa, Yoichi Chikachige und Keiichi Akama (Universität Tokio) und Oscar Wallace Greenberg und Joseph Sucher (University of Maryland).